# Find My Baby
A "Find My Baby"egy Moby dal, amit a kilencedik és egyben utolsó kislemezen adott ki az 1999-es stúdió albumáról, a Play-ről.

## Számok

### EVERY11CD
1. "Find My Baby" (Radio Edit) – 3:58
2. "Honey" (Remix Edit) – 3:13
3. "Flower" – 3:24

### 7243 8 96774 2
1. "Find My Baby" – 3:59
2. "The Whispering Wind" – 6:02
3. "Find My Baby" (Videóklip)

### VISA 6271
1. "Find My Baby" (Radio Edit) – 3:09

## Videóklip
A kipp három kisbabát mutat be, akik hírhedt szenzációknak tűnnek a zeneiparban. A klipben Moby is feltűnik, mint a babák menedzsere, aki a limuzinjából hívja őket.

## Lista helyezések
| Lista (2002)               | Helyezés |
| -------------------------- | -------- |
| Francia Kislemezek Listája | 53       |